# Studioul Barrandov
Studioul Barrandov (sau Studiourile Barrandov) este unul din cele mai mari și vechi complex de studiouri cinematografice din Europa. A fost înființat în 1931 la Praga de către frații Miloš Havel (1899–1968) și Václav Havel (1897–1979).

## Istoric
În 1921, Miloš Havel a fondat societatea pe acțiuni AB prin intermediul companiilor de distribuție. La începutul anilor '30 ai secolului al XX-lea fratele lui Vaclav Havel (1897–1979), tatăl fostului președinte ceh cu același nume, a planificat să construiască un complex de reședințe de lux la 5 km de Praga. Miloš Havel a sugerat că va fi inclus un studio modern de film, inclusiv facilități de sprijin. Barrandov a fost ales ca loc. Clădirea s-a bazat pe designul lui Max Urban și a început în 28 noiembrie 1931.  În timpul construcției, au fost rezervate spațiu suficient pentru administrare, depozite pentru recuzită și costume, sală de actori, saloane de producție și facilități pentru restaurante. Clădirile aveau propriile rețele electrice și centrale termice, erau și tamplării, încăperi de tăiere, săli de proiectare și laboratoare. Conform experienței străine, s-au construit două săli de filmare cu dimensiunile de 25 ori 35 ori 10 metri cu posibilitatea de interconectare. La momentul înființării, studiourile Barrandov au aparținut tehnologiei de ultimă oră din Europa.
La 14 luni de la începerea construcției, a fost turnat primul  film: Crimă pe strada Ostrovni. Volumul filmelor produse a crescut foarte rapid - studioul avea 300 de angajați permanenți, a produs 80 de filme pe an și a devenit interesat de producătorii străini. În anul 1939 studiourile ocupau o suprafață de 4850 de metri pătrați, iar suprafața totală a terenului era de 45.000 de metri pătrați.
În unsprezece ateliere pe o suprafață de 9248 m², au fost turnate peste 2.500 filme nu numai autohtone ci și străine.
Actualul proprietar al Studioului Moravia Steel, a.s., dă de lucru în Barrandov la 2.000 angajați.

## Filmografie
- 1958 Capcana lupilor (Vlcí jáma), regia Jiří Weiss
- 1961 Expresul de seară (Tereza), regia 	Pavel Blumenfeld
- 1963 Când vine pisica (Až přijde kocour), regia Vojtěch Jasný
- 1963 Icarie XB-1 (Ikarie XB 1), regia Jindrich Polák
- 1963 Rusalka (Rusalka), regia Václav Kaslik
- 1964 Joe Limonadă (Limonádový Joe aneb Konská opera), regia Oldrich Lipský
- 1965 Magazinul de pe strada mare (Obchod na korze), regia Ján Kadár și Elmar Klos
- 1965 Dragostea unei blonde (Lásky jedné plavovlásky), regia Milos Forman
- 1966 Fantoma din Morrisville (Fantom Morrisvillu), regia Borivoj Zeman
- 1966 O căruță spre Viena (Kocár do Vídne), regia Karel Kachyňa
- 1966 Oameni în rulotă (Lidé z maringotek), r. Martin Fric
- 1967 Sfârșitul agentului W4C (Konec agenta W4C prostřednictvím psa pana Foustky), regia Václav Vorlíček
- 1968 Apele primăverii (Jarní vody), r. Václav Krska
- 1968 Cavalerii aerului (Nebestí jezdci), regia Jindřich Polák
- 1968 Crăciun cu Elisabeta (Vánoce s Alžbětou), regia Karel Kachyňa
- 1968 Vară capricioasă (Rozmarné léto), regia Jiří Menzel
- 1969 Colonia Lanfieri (Kolona Lanfier), r. Jan Schmidt
- 1969 O duminică în familie (Ecce Homo Homolka), regia Jaroslav Papoušek
- 1969 Vânătoarea de vrăjitoare (Kladivo na čarodějnice/Witchhammer), regia Otakar Vávra

- 1971 Logodnica frumosului dragon (Partie krásného dragouna), regia Jiří Sequens
- 1971 O duminică pierdută (Hogo fogo Homolka), regia Jaroslav Papoušek
- 1972 Homolka și portofelul (Homolka a tobolka), regia Jaroslav Papoušek
- 1972 Lupul negru (Černý vlk), regia Stanislav Černý
- 1973 Trei alune pentru Cenușăreasa (Tři oříšky pro Popelku), regia Václav Vorlíček
- 1973 Zilele trădării (Dny zrady), regia Otakar Vávra
- 1974 Iacob mincinosul (Jakob der Lügner), regia Frank Beyer
- 1974 Îndrăgostiții anului unu (Milenci v roce jedna), regia Jaroslav Balík
- 1974 Omul din Londra (Muz z Londýna), regia Hynek Bočan
- 1974 Un horoscop cu bucluc (Jáchyme, hod ho do stroje!), regia Oldrich Lipský
- 1975 Cântecul colonadelor (Hudba kolonád), regia Vladimír Sís
- 1975 Cum să-l înecăm pe Dr. Mracek (Jak utopit dr. Mráčka aneb Konec vodníků v Čechách), regia Václav Vorlíček
- 1975 Fratele meu are un frate formidabil (Muj brácha má prima bráchu), regia Stanislav Strnad
- 1975 Noaptea artificiilor (Noc oranžových ohňů), regia Zbynek Brynych
- 1975 Romanță pentru o coroană (Romance za korunu), regia Zbynek Brynych
- 1976 Zâna apelor (Malá mořská víla), regia Karel Kachyňa
- 1977 Eliberarea orașului Praga (Osvobození Prahy), regia Otakar Vávra
- 1978 Cum se trezește o prințesă (Jak se budí princezny), regia Václav Vorlíček
- 1978 Umbrele verii fierbinți (Stíny horkého léta), regia František Vláčil
- 1979 Un frate formidabil (Brácha za vsechny penize), regia Stanislav Strnad

- 1981 Fuga de acasă (Útěky domů), regia Jaromil Jireš
- 1981 Misterele de la castel (Tajemství hradu v Karpatech), regia Oldrich Lipský
- 1982 Valul verde (Zelená vlna), Václav Vorlíček
- 1989 Sfârșitul vremurilor vechi (Konec starých časů), regia Jiří Menzel

## Legături externe
- Site web oficial
- Article about Barrandov Studio — 18 January 2007 | Ondřej Lipár – official Czech Republic website
- Radio Prague article about new technologies at Barrandov studios
- Seventy-five years of film at Barrandov studios – Czech Radio
- https://www.bloomberg.com/news/2013-12-27/prague-s-barrandov-crosses-lines-to-tv-as-movie-output-stalls.html
- de Incendiu devastator în Studioul Barrandov